# Hamid Navim
Hamid Navim, född 17 juli 1943 i Teheran, är en svensk animatör, illustratör och regissör.
Navim utbildade sig i Tyskland på Staatliche Hochschule für Bildende Kunste, grafisk design i Braunschweig och på Staatliche Hochschule der Kunste i Berlin. Hans första animerade film var 1999 års Örnar, björnar och en hund, en sammansatt film bestående av tre kortfilmer. En av dessa, Örjan, den höjdrädde örnen, nominerades till en Guldbagge 2000 och belönades med ett filmpris vid en festival i Teheran 2001.

## Filmografi
- 1999 – Örjan, den höjdrädde örnen
- 1999 – Örnar, björnar och en hund
- 2004 – Födelsen
- 2008 – Frågetecknet

## Priser och utmärkelser
- 2000 – nominerad till en Guldbagge för bästa kortfilm
- 2001 – The Golden Book Award i Teheran